# 百时美施贵宝
百时美施贵宝（Bristol-Myers Squibb，簡稱 BMS）是源於美國的跨國製藥公司，於1989年由美國兩大藥廠百时美（Bristol-Myers）與施贵宝（Squibb）合併而成。前者在1887年由威廉·麥拉倫·布里斯托和約翰·雷普利·美爾斯在紐約州奧奈達縣柯林顿村成立的，而兩位創辦人都是當地汉密尔顿学院的畢業生；後者則是由發明家愛德華·羅賓森·斯貴博在1858年創立於布魯克林。
百时美施贵宝公司致力於新藥的研究和開發，醫藥方面包括癌症治療、心臟血管、傳染病和新陳代謝類綜合症等領域，具有一定領導地位。旗下的全资附属公司美赞臣（Mead Johnson）（已於2017出售予利潔時）和康复宝（ConvaTec），分別致力於營養和保健/康復產品之研究和開發。

## 旗下公司

### 賽爾基因
2019年1月4日，百時美施貴寶斥資740億美元收賽爾基因，包括債務在內，交易總價值達950億美元。交易已得到兩家公司的董事會批准，預計在2019年第三季度完成。此後，施貴寶股東將持有新公司約69%的股份，賽爾基因股東將持有近31%股份。

### 康复宝
康复宝公司為一間專門生產醫療相關業務產品，主要產品包括造口、治理創傷用品、皮膚和傷口護理產品。

### MyoKardia Inc
MyoKardia Inc為一間成立於2012年，總部位於美國加州南舊金山的心血管藥研發商。

## 公司代言人
- 兰斯·阿姆斯特朗 - 美國單車運動員，七屆环法自行车赛冠军。

## 外部連結
- 香港
  -  （页面存档备份，存于）
- 美國
  - Bristol-Myers Squibb （页面存档备份，存于）
  - Mead Johnson （页面存档备份，存于）
  - ConvaTec （页面存档备份，存于）
- 中国
  -  - BMS 中国 （页面存档备份，存于）
  -  - 美赞臣 中国 （页面存档备份，存于）

- 台灣
  -  - BMS 台灣 （页面存档备份，存于）
  -  - 美強生台灣 （页面存档备份，存于）
  - 美強生A+ （页面存档备份，存于）